# 阿卜杜·迪亚洛
阿卜杜-拉哈德·迪亚洛（法語：Abdou-Lakhad Diallo；1996年5月4日—），是一名出生在法国的塞内加尔足球运动员，场上司职中后卫，目前效力卡塔爾星級足球聯賽球队阿拉比，亦是塞内加尔国家队队员之一。

## 俱乐部生涯

### 摩纳哥
迪亚洛于1996年5月4日出生在法国城市图尔。15岁时，他便加盟了摩纳哥青训学院。2014年3月28日，迪亚洛与俱乐部签下了自己的首份职业合同。俱乐部副主席瓦迪姆·瓦西里耶夫表示迪亚洛“完美适合着他们的体育计划并拥有着惊人的天赋，且希望他能继续与摩纳哥的伟大球员们一起进步”。12月14日，在摩纳哥1-0战胜马赛的法甲比赛中，迪亚洛在伤停补时阶段中换下了贝尔纳多·席尔瓦，完成了职业生涯首秀。

#### 被外租至瓦勒海姆聚尔特以及回归摩纳哥
2015年6月，摩纳哥官方宣布，迪亚洛将在2015–16赛季中租借加盟比甲球队瓦勒海姆聚尔特。在短暂效力于新东家的时光中，他的进攻属性得到了增强，在33场联赛比赛中攻入了3粒进球。2016年12月，西媒《马卡报》曾报道西甲球队皇家贝蒂斯有意签下迪亚洛。尽管如此，他还是在2016–17赛季的联赛中出场五次，帮助摩纳哥赢得了法甲联赛冠军。

### 美因茨05
2017年7月14日，迪亚洛转会加盟德甲球队美因茨05，与新东家签约五年。9月9日，在美因茨3-1击败勒沃库森的联赛比赛中，迪亚洛攻入了个人在德国赛场中的首粒进球。12月，英媒《每日镜报》表示英超球队阿森纳正在考察迪亚洛，以接替刚退役的传奇后卫默特萨克。在整个赛季中，他在三中卫阵型与四后卫阵型中来回切换；他也拥有着80%的传球成功率，并在34场联赛比赛中首发出战27场。

### 普鲁士多特蒙德
2018年6月26日，迪亚洛转会加盟另一支德甲球队多特蒙德，与新东家签约五年，转会费为2800万欧元。在一次采访中，他透露奥斯曼·登贝莱曾建议他加盟“黄黑军团”。9月15日，在“大黄蜂”3-1击败法兰克福的比赛中，迪亚洛攻入了为多特蒙德打进的首粒进球。

### 巴黎圣日耳曼
2019年7月16日，迪亚洛转会加盟法甲班霸巴黎圣日耳曼，签下了一份到2024年6月才会到期的合同。大巴黎为他向多特蒙德支付了3200万欧元的转会费。
2019年8月3日，在巴黎圣日耳曼2-1击败雷恩的法国超级杯比赛中，迪亚洛完成了大巴黎首秀。8月11日，在巴黎圣日耳曼主场3-0完胜尼姆的比赛中，他又完成了个人法甲联赛首秀。9月18日，在大巴黎3-0完胜西甲豪门皇家马德里的比赛中，迪亚洛完成了个人欧冠首秀。在2019–20赛季结束后（该赛季由于COVID-19疫情在2020年4月30日提前结束），迪亚洛获得了一枚法甲冠军奖牌，以表彰他与球队在赛季中出色的表现。

## 国家队生涯
迪亚洛出生在法国，并拥有塞内加尔血统。他曾为多级法国国青队参加过国际比赛，甚至担任过法国U-21国青队的队长。
2021年3月17日，迪亚洛首次被塞内加尔成年国家队征召。3月26日，在“特兰加雄狮”0-0战平刚果的比赛中，他完成了成年国家队首秀。

## 比赛风格
迪亚洛在场上司职中后卫，也能客串左后卫的位置。美因茨的体育总监施罗德尔曾表示迪亚洛的“制空能力很强，并在对抗中非常精明”。多特蒙德的体育总监米夏埃尔·佐尔克也曾表示迪亚洛是“一名强壮的现代中后卫，非常出色，并可以承担许多的防守任务，甚至可以踢后腰位置”。

## 个人生活
迪亚洛的弟弟伊布拉西马也是一名足球运动员，效力于英超的南安普顿。

## 生涯数据

### 俱乐部
最後更新：2022年3月20日
| 俱乐部                 | 赛季     | 联赛     | 联赛 | 联赛 | 本土杯赛 | 本土杯赛 | 联赛杯 | 联赛杯 | 欧战 | 欧战 | 其他 | 其他 | 合计 | 合计 |
| 俱乐部                 | 赛季     | 联赛级别 | 出场 | 进球 | 出场     | 进球     | 出场   | 进球   | 出场 | 进球 | 出场 | 进球 | 出场 | 进球 |
| ---------------------- | -------- | -------- | ---- | ---- | -------- | -------- | ------ | ------ | ---- | ---- | ---- | ---- | ---- | ---- |
| 摩纳哥                 | 2014–15  | 法甲     | 5    | 0    | 1        | 0        | 2      | 0      | 0    | 0    | —    | —    | 8    | 0    |
| 摩纳哥                 | 2016–17  | 法甲     | 5    | 0    | 4        | 0        | 1      | 0      | 1    | 0    | —    | —    | 11   | 0    |
| 摩纳哥                 | 合计     | 合计     | 10   | 0    | 5        | 0        | 3      | 0      | 1    | 0    | —    | —    | 19   | 0    |
| 瓦勒海姆聚尔特（外租） | 2015–16  | 比甲     | 33   | 3    | 2        | 0        | —      | —      | —    | —    | —    | —    | 35   | 3    |
| 美因茨05               | 2017–18  | 德甲     | 27   | 2    | 3        | 1        | —      | —      | —    | —    | —    | —    | 30   | 3    |
| 普鲁士多特蒙德         | 2018–19  | 德甲     | 28   | 1    | 3        | 0        | —      | —      | 7    | 0    | —    | —    | 38   | 1    |
| 巴黎圣日耳曼           | 2019–20  | 法甲     | 16   | 0    | 1        | 0        | 2      | 0      | 3    | 0    | 1    | 0    | 23   | 0    |
| 巴黎圣日耳曼           | 2020–21  | 法甲     | 22   | 0    | 5        | 0        | —      | —      | 8    | 0    | 1    | 0    | 36   | 0    |
| 巴黎圣日耳曼           | 2021–22  | 法甲     | 12   | 0    | 1        | 0        | —      | —      | 2    | 0    | 1    | 0    | 16   | 0    |
| 巴黎圣日耳曼           | 合计     | 合计     | 50   | 0    | 7        | 0        | 2      | 0      | 13   | 0    | 3    | 0    | 75   | 0    |
| 生涯合计               | 生涯合计 | 生涯合计 | 148  | 6    | 20       | 1        | 5      | 0      | 21   | 0    | 3    | 0    | 197  | 7    |

1. 1 2 3  在法国超级杯中的出场

### 国家队
最後更新：2022年3月30日
| 国家队   | 年份 | 出场 | 进球 |
| -------- | ---- | ---- | ---- |
| 塞内加尔 |      |      |      |
| 2021     | 7    | 1    |      |
| 2022     | 8    | 1    |      |
| 合计     | 合计 | 15   | 2    |

### 國家隊入球
| # | 日期         | 场地                                                             | 对手       | 入球  | 比分  | 比赛                                      |
| - | ------------ | ---------------------------------------------------------------- | ---------- | ----- | ----- | ----------------------------------------- |
| 1 | 2021年9月1日 | 塞内加尔，捷斯 · 拉迪奧體育場（Stade Lat-Dior）                  | 多哥       | 2 – 0 | 2 – 0 | 2022年國際足總世界盃外圍賽 – 非洲區第二圈 |
| 2 | 2022年2月2日 | 喀麦隆，雅溫德 · 阿赫馬杜·阿希喬體育場（Ahmadou Ahidjo Stadium） | 布吉納法索 | 1 – 0 | 3 – 1 | 2021年非洲國家盃四強賽                    |

## 榮譽

### 球會
摩纳哥
- 法甲冠军：2016–17

巴黎圣日耳曼
- 法甲冠军：2019–20[29]
- 法国杯冠军：2019–20（英语：2019–20 Coupe de France）、[30]2020–21（英语：2020–21 Coupe de France）[31]
- 法国联赛杯冠军：2019–20（英语：2019–20 Coupe de la Ligue）[32]
- 法国超级杯冠军：2019（英语：2019 Trophée des Champions）、[33]2020[34]
- 欧冠亚军：2019–20[35]

### 國家隊
塞内加尔
- 非洲國家盃冠軍：2021